# Celso Golmayo Zúpide
Celso Golmayo y Zúpide (Logroño, 24 aprile 1820 – L'Avana, 1º aprile 1898) è stato uno scacchista cubano di origine spagnola.
Di professione avvocato, fu pubblico ministero presso il tribunale dell'Avana.
Fu campione di Cuba dal 1862 (quando sconfisse Félix Sicre in un match) al 1897. 
Partecipò al grande torneo di Parigi 1867, classificandosi 7º-8º (vinse Ignatz von Kolisch).
Nel 1864 vinse per 3 a 2 un match "ad handicap" a L'Avana con Paul Morphy, che gli dava il vantaggio di un cavallo.
Disputò diversi match: nel 1867 perse 0–3 con Gustav Neumann; nel 1883 perse 2–9 con Wilhelm Steinitz; nel 1887 vinse 7–0 con Andrés Vasquez e perse 3–6 con George Mackenzie; nel 1890 vinse 7–4 con Andrés Vasquez; nel 1891 perse 4–6 con Joseph Blackburne; nel 1893 perse 0,5–2,5 con Emanuel Lasker.
Era il padre di Celso Golmayo Torriente e Manuel Golmayo Torriente.